# Burg Campell
Die Ruine Campell, auch Campí genannt, ist die Ruine einer Höhenburg auf dem Gebiet der Gemeinde Sils im Domleschg im schweizerischen Kanton Graubünden. Der Name camp bel bedeutet schönes Feld.

## Lage
Die Ruine liegt südöstlich des Dorfes bei 772 m ü. M. auf einem Felsvorsprung über der Albula am Ende der Schinschlucht am Rand einer kleinen Geländeterrasse, auf der früher die Burggüter lagen.

## Baugeschichte

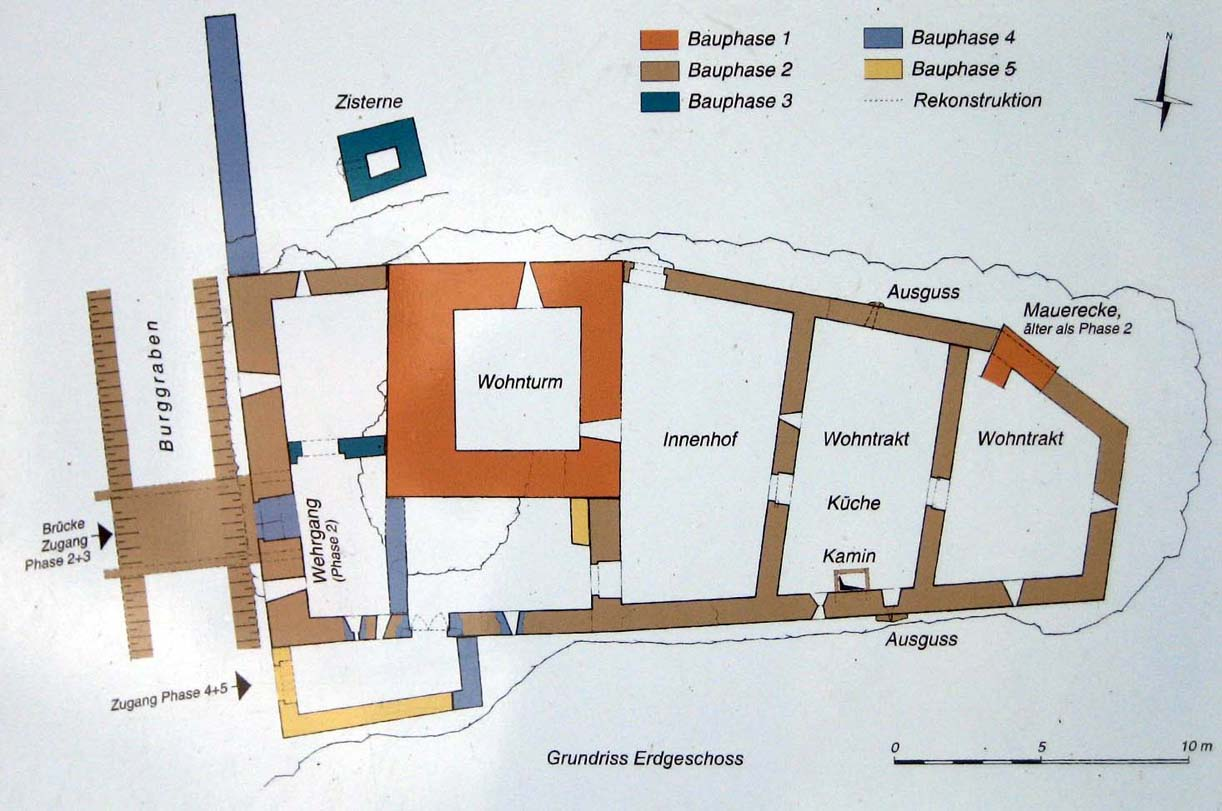
Plan der Anlage

Das heutige Erscheinungsbild der Anlage ist geprägt durch die letzten umfangreichen Umbauten aus dem 16. und 17. Jahrhundert. Die ursprüngliche Bausubstanz hat sich vor allem am Turm und am Osttrakt erhalten. Eine von der kantonalen Denkmalpflege durchgeführte baugeschichtliche Untersuchung ergab eine beispielhafte Bauabfolge in fünf Phasen – vom Wehrturm des 13. Jahrhunderts bis zur Schlossanlage von 1635.

### 1. Bauphase (13. Jahrhundert)
Die Anfänge der Burg sind in einem bewehrten Wohnturm (Bergfried) mit vier Geschossen zu suchen. Der Zugang erfolgte über einen Hocheingang auf der Ostseite im dritten Geschoss. An der Nordwand lagen zwei Aborterker. Am östlichen Ende des Burgplateaus stand ein zweites Gebäude, das aus Stein errichtet worden war. Von ihm ist aber nur noch ein kleiner Teil der Mauer erhalten, der in der zweiten Phase überbaut wurde.

### 2. Bauphase (13. oder frühes 14. Jahrhundert)
Das gesamte Plateau wurde bis zur äussersten Kante überbaut und so die Anlage deutlich vergrössert. Sie erhielt einen Bering mit Tor, einen abgetieften Graben mit Zugbrücke auf der westlichen Angriffsseite sowie einen Vorhof mit Wehrgang und Brüstungen mit Schwalbenschwanzzinnen. Auf der Ostseite lag ein Hof mit Zugängen zu den beiden Geschossen des Wohntraktes. Im Erdgeschoss dieses Gebäudes war eine grosse Küche mit Feuerstelle und zwei Ausgüssen.

### 3. Bauphase (15. Jahrhundert)
Der Turm wurde um zwei Geschosse erhöht und mit einem innen liegenden Pultdach versehen. Im fünften Geschoss lag westlich eine gedeckte Laube. Im nördlichen Teil des Vorhofs entstand ein turmartiges zweigeschossiges Gebäude. Am Nordhang wurde eine neue Zisterne gebaut, in der das Dachwasser aufgefangen wurde.

### 4. Bauphase (16. Jahrhundert)
Die Anlage entwickelte sich von der Burg zum Schloss. Anstelle des Vorhofes wurde ein dreigeschossiger Palas gebaut, mit Schwalbenschwanzzinnen, innen liegendem Giebeldach und im Süden Lauben im dritten Geschoss. Der Zugang zur Anlage wurde weiter nach Süden verlegt und war über eine Rampe zugänglich. Die Öffnung des ehemaligen Burgtors wurde zugemauert. Eine neu errichtete Traversenmauer an der Nordostecke der Anlage bildete fortan ein zusätzliches Hindernis für potentielle Angreifer. Anfang des 17. Jahrhunderts wurde die Anlage durch einen Brand zerstört, vermutlich im Zusammenhang mit den Bündner Wirren während des Dreissigjährigen Krieges.

### 5. Bauphase (1635)
Der Palas wurde wieder aufgebaut. Der Dachfirst richtete sich nach Westen und die Zinnen der 4. Phase wurden zugemauert. Im 2. Geschoss wurde eine Täferstube eingebaut und ein Aborterker neben dem Schlafgemach. Die beiden unteren Geschosse des Turmes wurden als Zugang zum Palas ausgebaut und der Hocheingang ins 2. Geschoss verlegt. Der Osttrakt blieb Ruine und wurde als Stall genutzt.

## Geschichte

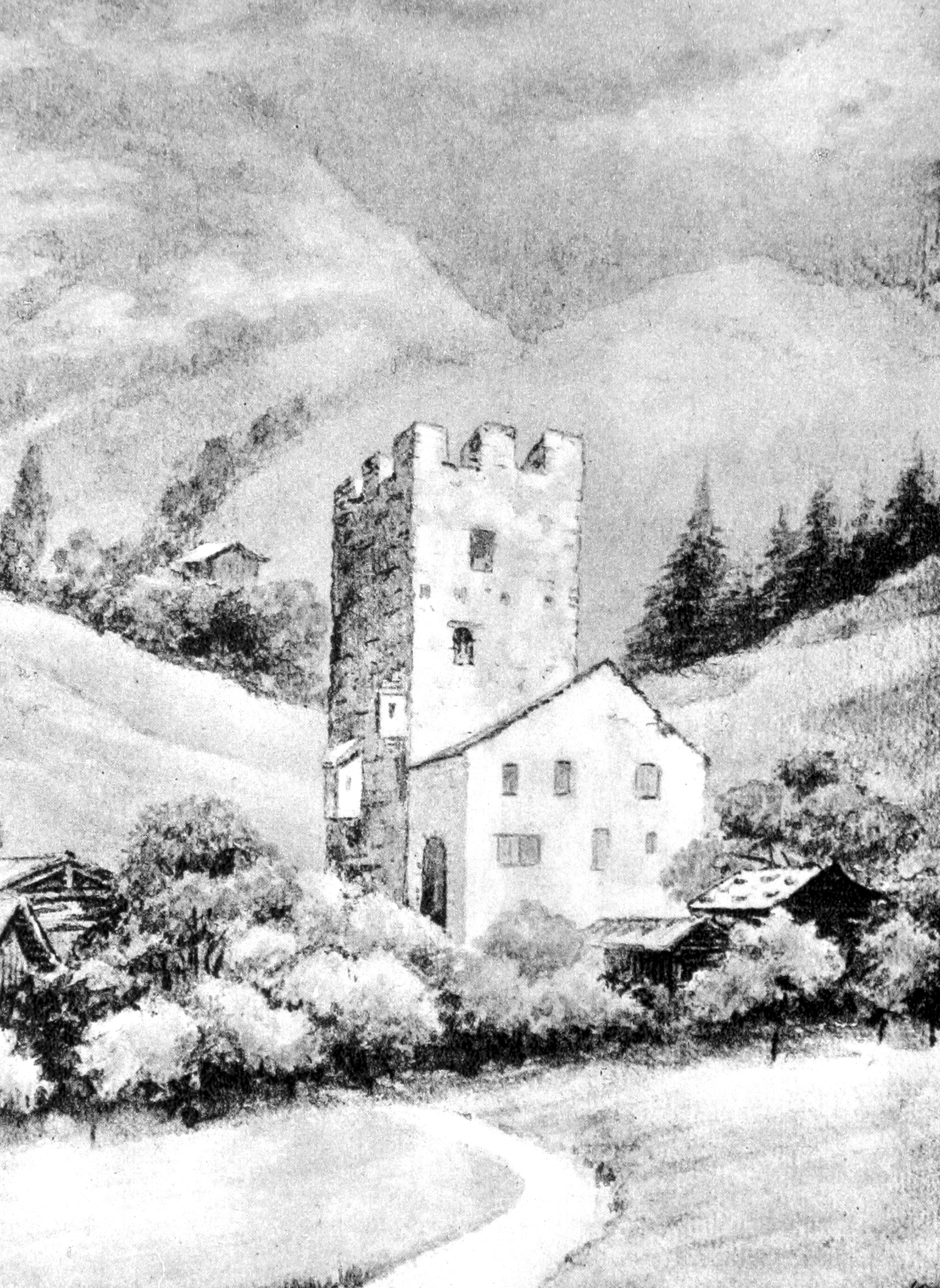
Zustand 1984

Schriftliche Angaben über die Erbauer fehlen, doch dürfte es sich um die Herren von Campell gehandelt haben, die hier das Zentrum einer kleinen Rodungsherrschaft errichteten. 1289 nennt ein Einkünfteverzeichnis des Bistums Chur einen Egeno de Campell, welcher der Kirche von Hohenrätien jährlich fünfzehn Schilling zu entrichten hatte. Das Geschlecht war anfänglich frei, fiel dann aber in die Abhängigkeit des Churer Bischofs und wurde zu dessen Ministerialen.
Die Ritter von Campell sind wohl im 14. Jahrhundert ausgestorben. Für die Annahme, die Familie sei in einer Fehde mit den Freiherren von Rhäzüns vertrieben worden, gibt es ebenso wenig einen Beweis wie für die Vermutung, dass die Engadiner Familie Campell direkt von der adeligen Ritterfamilie abstamme.
Eine Notiz im Besitzverzeichnis des Bistums Chur von 1389 weist darauf hin, dass Bischof Hartmann an Hans und Gottfried von Ehrenfels Güter vergeben habe, die zuvor Lehen der Herren von Campell gewesen seien. Die Burg selbst war damals aber wohl noch nicht in bischöflicher Hand, denn sie wird im "Buoch der Vestinen" von 1410 nicht erwähnt. Dies muss sich aber kurz darauf geändert haben, denn 1418 verlieh der Bischof Campell an Hermann von Schauenstein-Ehrenfels.
In der zweiten Hälfte des 15. Jahrhunderts sass ein Zweig der Familie Rink (oder Ringg) auf der Burg. 1457 wird erstmals ein Junker Taniell Ring von Gampell  erwähnt; er dürfte durch seine Mutter Adelheid von Schauenstein in den Besitz des bischöflichen Lehens gekommen sein. Mindestens bis 1493 sassen die Rink auf der Burg, dann fiel diese an die Schauenstein-Ehrenfels zurück. 1562 verkaufte Rudolf von Ehrenfels das Schloss Campell mit Gütern und Zehntem seinem Cousin Gilly von Ehrenfels.
1567 erwarb sie der Bündner Landeshauptmann Hercules von Salis zu Rietberg. Durch Erbschaft gelangte Campell je zur Hälfte an die Söhne Andreas und Anton von Salis-Rietberg. Hauptmann Andreas von Salis (1563–1635) von und zu Neuensins und Aspermont und seine Gemahlin Margaretha Carlin von Hohenbalken schenkten ihre Hälfte des Schlosses, den Westteil 1634 ihrem Sohn Andreas von Salis-Rietberg. Andreas heiratete 1635 Maria Magdalena von Salis-Soglio, die Tochter von Nikolaus von Salis-Soglio. Dessen Initialen NVS wurden zusammen mit der Jahreszahl im noch feuchten Verputz nach dem letzten Wiederaufbau eingeritzt.
Um 1700 war die Burg bereits nicht mehr bewohnt, befand sich aber noch in gutem Zustand. In den nachfolgenden Jahrzehnten setzte dann der langsame Zerfall ein und um 1900 wurde die Albulalinie der Rhätischen Bahn durch den äusseren Burggraben gebaut. 1932 konnte die Engadiner Familie Campell die Burg erwerben und vermachte sie 1987 der Stiftung Ruine Campell/Campi. Diese setzt sich seither für die Erforschung und Erhaltung der sehenswerten Anlage ein. Von 1991 bis 1998 wurde die Ruine baugeschichtlich untersucht und das Mauerwerk konserviert.
Die Anlage steht unter dem Schutz der Schweizerischen Eidgenossenschaft und ist seit 2001 wieder öffentlich zugänglich.

## Galerie

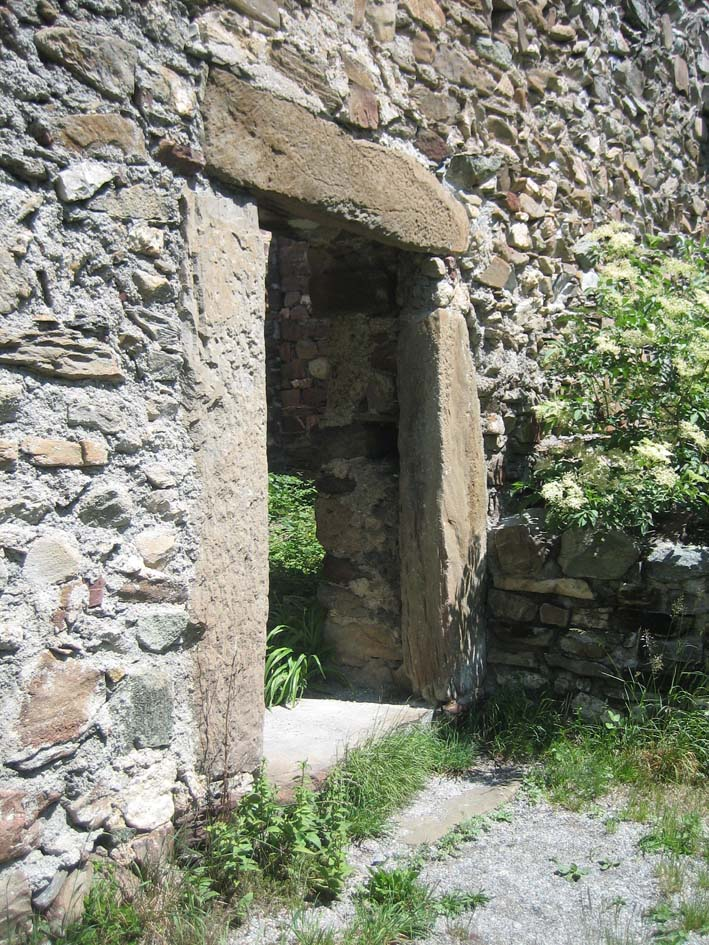
Eingang
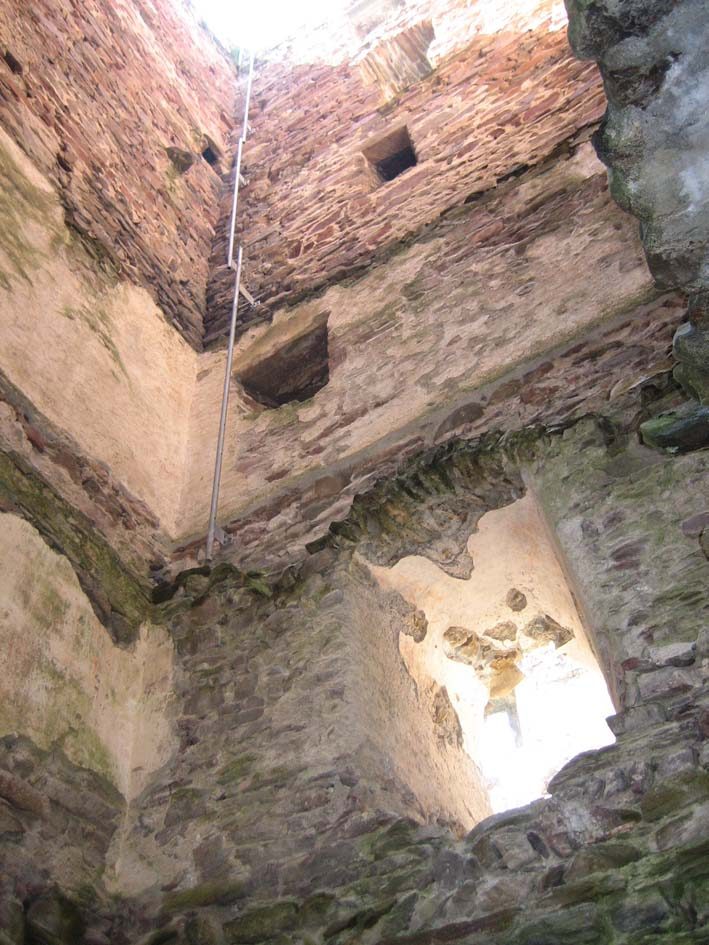
im Innern des Turmes
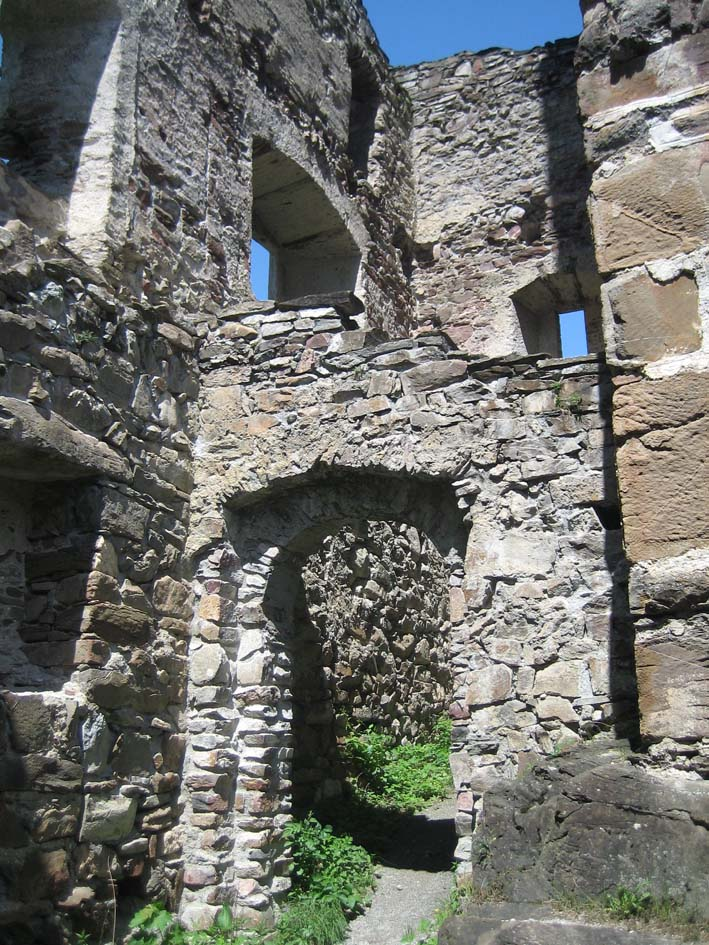
Tür im Innern
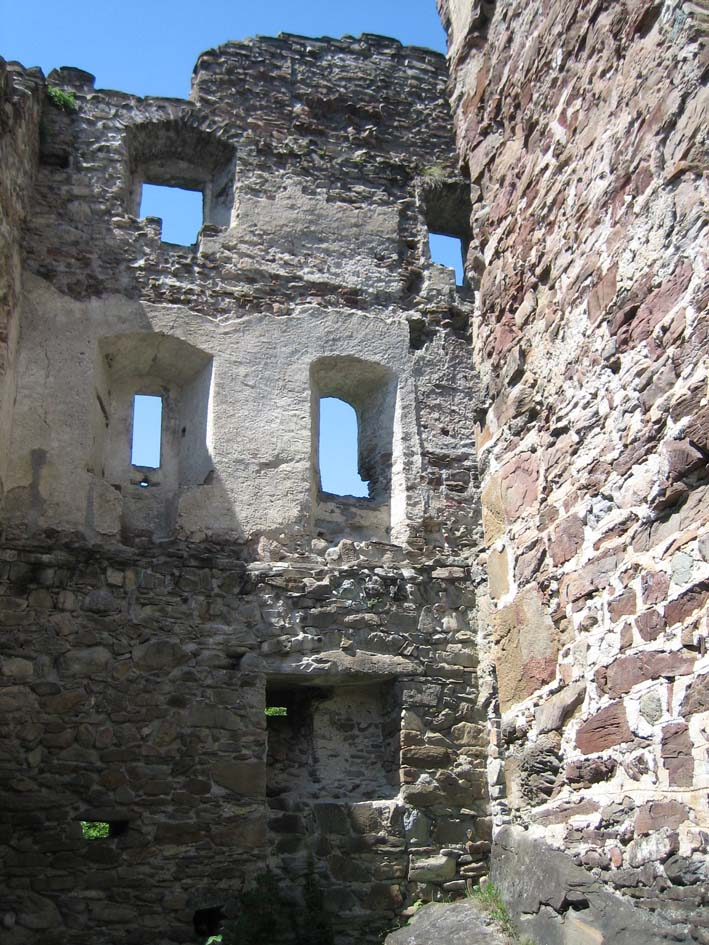
Im Palas
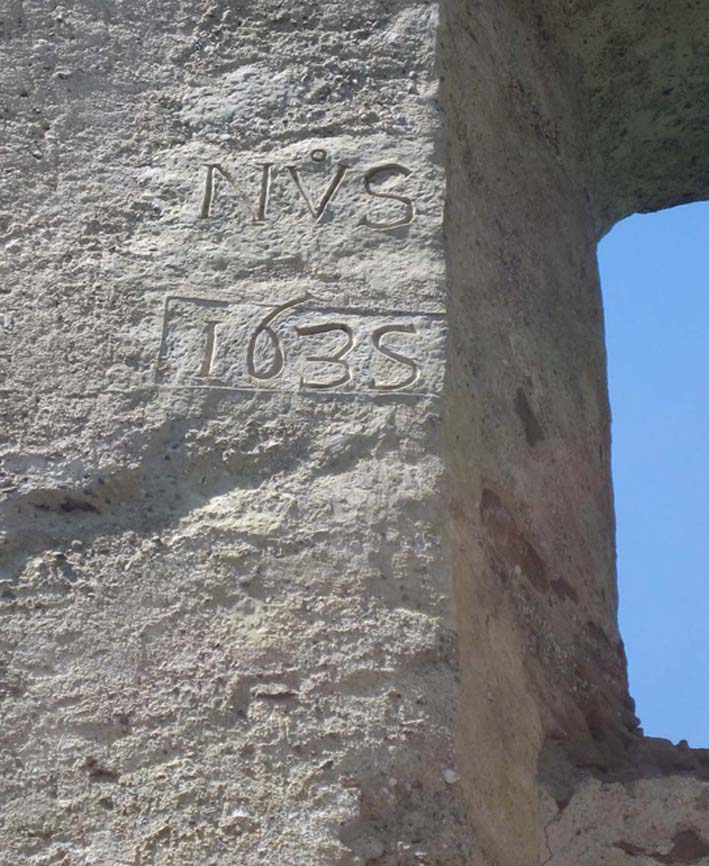
Inschrift NVS.